# Purkot
Purkot (nep. पुर्कोट) – gaun wikas samiti w zachodniej części Nepalu w strefie Gandaki w dystrykcie Tanahu. Według nepalskiego spisu powszechnego z 2001 roku liczył on 1644 gospodarstw domowych i 7256 mieszkańców (4057 kobiet i 3199 mężczyzn).